# Долхешть (Ясси)
Долхешть, Долхешті (рум. Dolhești) — село у повіті Ясси в Румунії. Входить до складу комуни Долхешть.
Село розташоване на відстані 304 км на північний схід від Бухареста, 38 км на південний схід від Ясс.

## Населення
За даними перепису населення 2002 року у селі проживали 719 осіб, з них 718 осіб (99,9%) румунів. Рідною мовою 718 осіб (99,9%) назвали румунську.